# دين هيفيرنان
دين هيفيرنان (بالإنجليزية: Dean Heffernan)‏ (19 مايو 1980 بسيدني في أستراليا - ) هو لاعب كرة قدم أسترالي في مركز الظهير. شارك مع منتخب أستراليا لكرة القدم. أما مع النوادي، فقد لعب مع سنترال كوست مارينرز ونادي برث غلوري ونادي سيدني يونايتد 58 ونادي ملبورن سيتي ونادي نورنبرغ وهدرسفيلد تاون ووولونغونغ وKemblawarra Fury FC ‏ وBulli FC ‏ وLiaoning F.C. ‏ وBankstown City FC ‏ وSutherland Sharks FC ‏.

## وصلات خارجية
- دين هيفيرنان على موقع قاعدة بيانات كرة القدم.إي يو (الإنجليزية)
- دين هيفيرنان على موقع ناشيونال فوتبول تيمز (الإنجليزية)
- دين هيفيرنان على موقع Soccerway.com (الإنجليزية)